# 1692 en philosophie
Chronologie de la philosophie
- 1688
- 1689
- 1690
- 1691
- 1692
- 1693
- 1694
- 1695
- 1696

L’année 1692 a été marquée, en philosophie, par les événements suivants :

## Publications
- Anne Conway : (en) The Principles of the Most Ancient and Modern Philosophy (1692), édition moderne par Taylor Corse et Allison Coudert, Cambridge, 1996. .

- Sylvain Leroy : Réponse aux Réflexions critiques de M. Du Hamel sur le système cartésien de la philosophie de M. Regis, Paris, Jean Cusson, 1692, (lire en ligne)

- John Norris (philosophe) publie : De la lumière divine.

- Christian Thomasius : Einleitung in die Sittenlehre.

## Naissances
- 18 mai à Wantage, Berkshire : Joseph Butler (décédé le 16 juin 1752), est un philosophe et théologien britannique[1]. Il s’inscrit dans une approche religieuse de l’univers, par le biais de la religion "naturelle" et du déisme[2].

## Décès
- Wang Fuzhi (王夫之, 1619–1692), de son nom de plume Chuanshan (船山 Chuan-shan), également connu sous les noms de Wang Fu-zi ou Wang Zi, était un philosophe chinois de la fin de la dynastie Ming et du début de la dynastie Qing.